# Emilio Valvassori
Angelo Emilio Valvassori (Mulazzano, 24 ottobre 1877 – Torino, 31 gennaio 1959) è stato un dirigente sportivo e arbitro di calcio italiano.
Il cavaliere e commendatore Emilio Valvassori è stato un importante esponente del calcio torinese ed italiano degli anni fra il 1900 e il 1920.

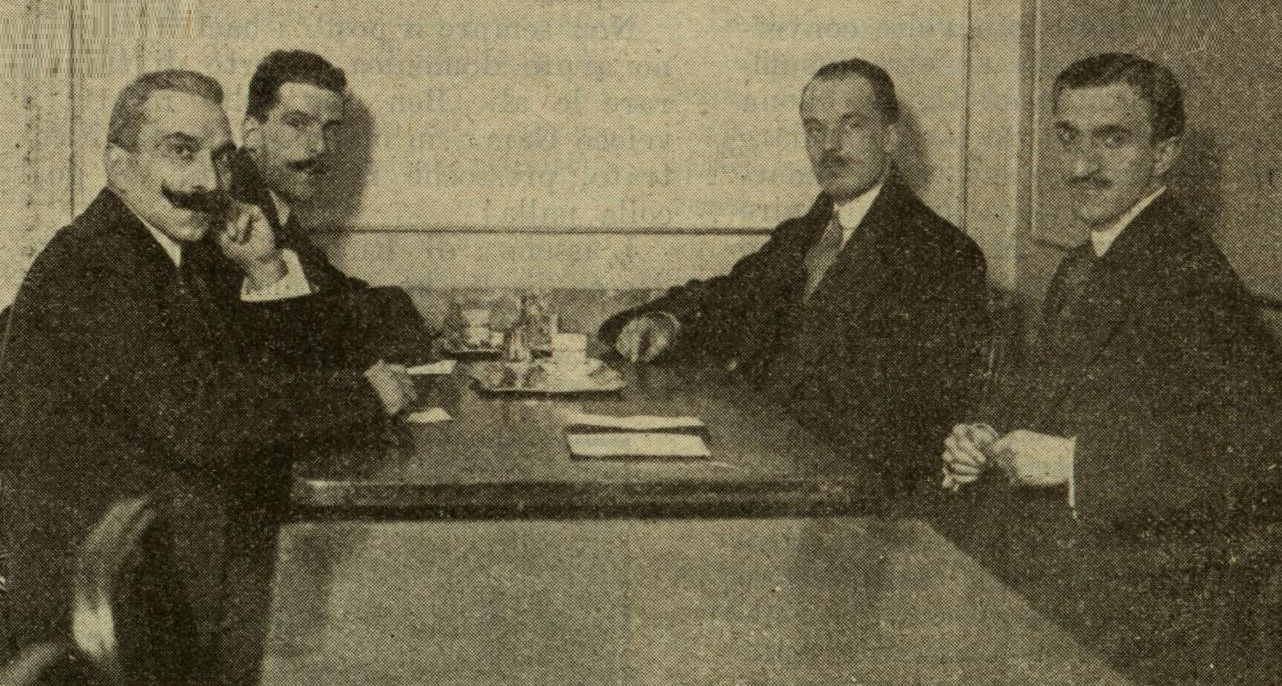
Con la Commissione Tecnica del 1912-1913 riunita al Ristorante Orologio: dietro da sinistra Meazza, e Rietmann. Davanti: Valvassori e Scamoni. Dopo la partita Francia-Italia persa 1-0 il 12 gennaio 1913.

## Biografia
È stato uno dei fondatori del F.C. Torino nella riunione costitutiva del 3 dicembre 1906 presso la Birreria Voigt (oggi Bar Norman) in via Pietro Micca a Torino. Alla votazione delle cariche riettive assunse quella di "revisore dei conti".
In seguito passò fra i dirigenti della Juventus.
Valvassori era il presidente di FIGC nel 1911.
Con Luigi Faroppa fu il propugnatore del Progetto Valvassori-Faroppa che introdusse nel campionato italiano il meccanismo di promozione e retrocessione fra la Prima Categoria e la Promozione, progetto che fu approvato dall'Assemblea della FIGC dell'agosto 1912.
Nel 1948 in occasione del 50º anniversario della F.I.G.C. fu insignito del titolo di pioniere del calcio italiano.
Morì a Torino il 31 gennaio 1959.

## Arbitro
Iniziò ad arbitrare nella stagione 1908-1909.

È fra i fondatori dell'Associazione Italiana Arbitri (AIA) nel 1911.
Per la competenza dimostrata è già arbitro federale nel 1913.
Al termine della sua carriera arbitrale è nominato "arbitro ad honorem".